# Тайная скамейка знания

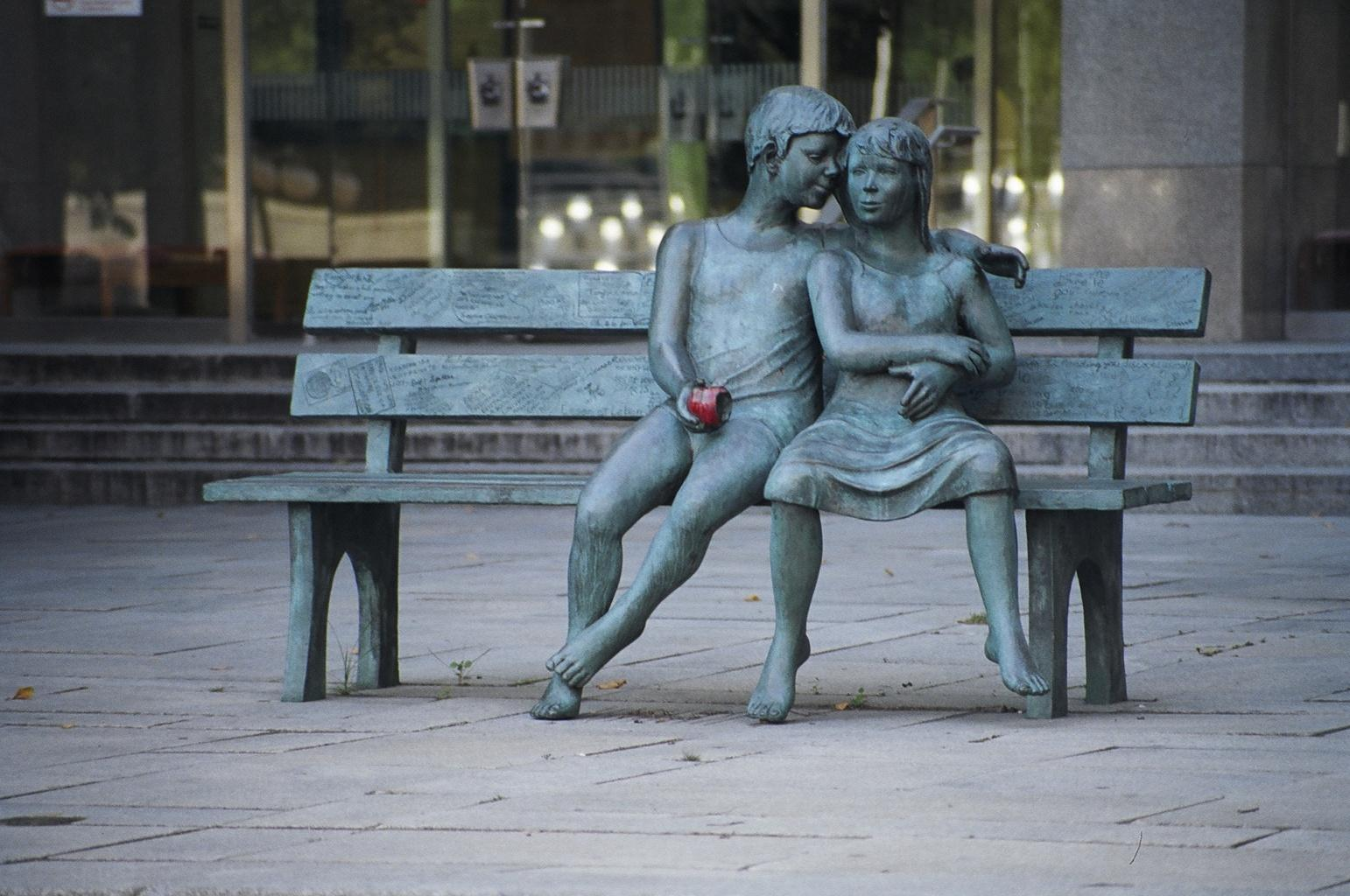
Тайная скамейка знания

Тайная скамейка знания, англ. The Secret Bench of Knowledge, ранее Тайная скамейка, утраченный рай (Secret Bench, Lost Paradise) — скульптура. Автор — женщина-скульптор чешского происхождения Ли Виво. Скульптура была изготовлена в нескольких экземплярах. Наиболее известный установлен в г. Оттава на входе в Библиотеку и Архив Канады на Веллингтон-стрит 1 мая 1994 года. Через год скульптуру удалили, однако позднее вновь установили на прежнее место. На скульптуре имеются надписи шрифтом Брайля.
Копии скульптуры установлены в других городах Канады, в том числе в Сарнии и Монреале, а также в Нью-Йорке.